# Ferice, Bihor
Ferice (maghiară Fericse) este un sat în comuna Buntești din județul Bihor, Crișana, România.
Prima atestare documentară 1588 sub numele de Ferichie.

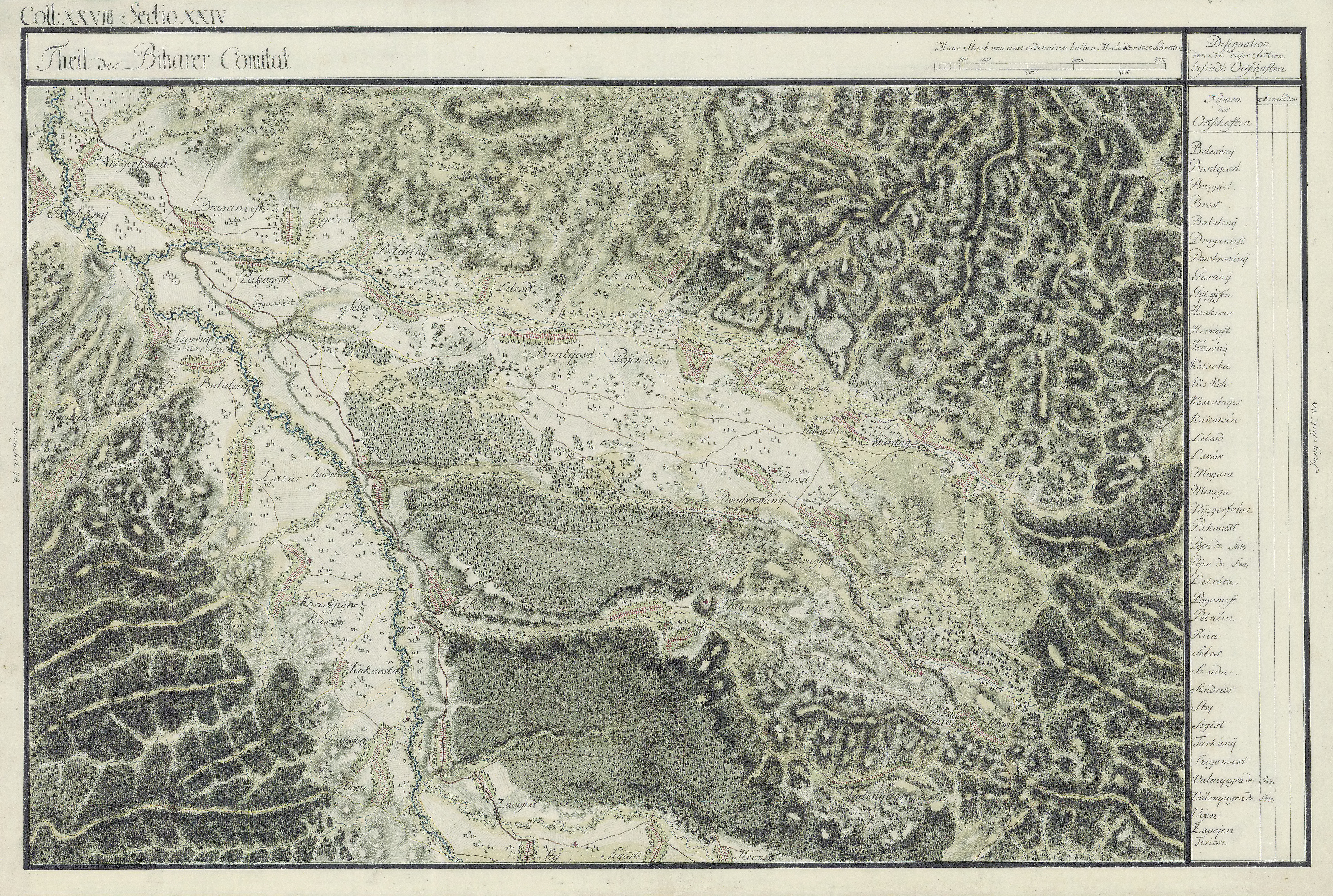
Ferice în Harta Iosefină a Comitatului Bihor, 1782-85

 Acest articol despre o localitate din județul Bihor este deocamdată un ciot. Puteți ajuta Wikipedia prin completarea lui.